# Сёгор, Амадеус
Джо́зеф Амаде́ус Сёгор (швед. Joseph Amadeus Sögaard; род. 26 января 1998 года, Уппсала, Швеция) — шведский футболист, защитник клуба «Норрчёпинг».

## Клубная карьера
Сёгор — воспитанник клуба «Броммапойкарна». В ноябре 2017 года подписал двухлетний контракт с клубом «Фрей». 2 апреля 2018 года в матче против «Норрбю» он дебютировал в Суперэттане. 9 июня 2018 года был арендован клубом «Ассириска Фёренинген», в составе команды провёл два матча в третьем дивизионе Швеции: против «Линчёпинг Сити» и «Акрополис».
16 декабря 2019 года «Броммапойкарна» объявила о возвращение Сёгора в клуб. 2 апреля 2021 года в матче против «Карлстад» он дебютировал за новый клуб. 7 декабря защитник продлил контракт с клубом. По итогам сезона Суперэттан 2022 «Броммапойкарна» завоевала повышение в Аллсвенскан.

## Достижения
«Броммапойкарна»
- Победитель Суперэттана: 2017, 2022

## Личная жизнь
Родился 26 января 1998 года в Уппсале, Швеция в семье певицы победительницы конкурса «Евровидение» Каролы и пастора Рунар Сёгора.